# Sardoblaniulus annae
Sardoblaniulus annae är en mångfotingart som beskrevs av Manfredi 1956. Sardoblaniulus annae ingår i släktet Sardoblaniulus och familjen pärlbandsfotingar. Inga underarter finns listade i Catalogue of Life.